# Umweltschadenversicherung
Die Umweltschadenversicherung (USV) ist eine Unternehmensversicherung gegen Schäden an der Umwelt. 
Mit dem  Umweltschadensgesetz vom 14. November 2007 haften in Deutschland  Verursacher von Umweltschäden nicht nur für Schäden an Einzelpersonen, sondern grundsätzlich für Schäden an Flora, Fauna, Gewässern und Böden, und sind zur Sanierung verpflichtet. 

## Haftungsrisiken für Unternehmen
Für Unternehmen bringt diese Haftungssituation eine Vielzahl nicht kalkulierbarer Risiken mit sich. So haften Unternehmen für Schäden resultierend aus einem Störfall wie auch aus dem genehmigten Normalbetrieb. Neu ist auch, dass Umweltverbände bei Anzeichen von Schäden eine Untätigkeitsklage gegen die zuständige Fachbehörde, die bei drohendem Schaden eigentlich gegen den Verursacher aktiv werden muss, einreichen können. Außerdem kann bei der Suche nach dem Verursacher von Umweltschäden die so genannte Durchgriffshaftung  angewendet werden. Damit können Geschäftsführer und Vorstände persönlich für die Sanierung verursachter Umweltschäden haftbar gemacht werden. 

## Deckungskonzepte
Die sich aus dieser neuen Haftungssituation ergebenen Risiken werden nicht durch die Deckungskonzepte der Umwelthaftpflichtversicherung übernommen. Die Umwelthaftpflichtversicherung bietet lediglich Deckung auf Ersatzansprüche bei Sachschäden oder gesundheitlichen Beeinträchtigungen von Personen – ökologische Schäden sind jedoch nicht Bestandteil.
Aus diesem Grund hat der Gesamtverband der deutschen Versicherungswirtschaft, GdV, zwei unverbindliche Musterbedingungen zur Versicherbarkeit von Schäden veröffentlicht, die nach dem neuen Umweltschadensgesetz ersatzpflichtig sein können. Die Allgemeinen Bedingungen für die Umweltschadensversicherung (USV) und die Umweltschadens-Basisversicherung für kleine und mittlere Unternehmen stellen unverbindliche Empfehlungen für die Versicherungsunternehmen dar, die diese in der Regel im deutschen Markt übernehmen.
Die Praxis, nur störfallbedingte Schäden zu versichern, wie dies bei zivilrechtlichen Ersatzansprüchen nach dem Umwelthaftungsgesetz der Fall ist, wurde auch in diesen Allgemeinen Bedingungen angewendet. Schäden aus dem sogenannten genehmigten Normalbetrieb sind dagegen auch nicht in der neuen Umweltschadensversicherung versichert.
Die Musterbedingung sieht eine Grunddeckung für Schäden außerhalb des eigenen Betriebsgrundstücks vor und ist auf Schäden an eigenen Grundstücken erweiterbar – sogar für Bodenkontaminationen im Sinne des Bundesbodenschutzgesetzes, auch bekannt als „Bodenkasko“. Die Erweiterung der Grunddeckung gilt jedoch nur, wenn die Parteien dies ausdrücklich – gegen ein entsprechend höheres Entgelt – vereinbart haben.

## Rückwirkende Haftung
Einige Versicherungsgesellschaften haben angekündigt, für den Zeitraum zwischen 30. April und 14. November 2007, für den das Gesetz eine rückwirkende Haftung vorsieht, auch eine rückwirkende Schadensdeckung anzubieten. 
Eine rückwirkende Deckung für Umweltschäden ist allerdings nur dann möglich wenn bis zum Vertragsabschluss noch keine Umweltschäden dem Unternehmen bekannt sind.